# Michelangelo (cràter)
Michelangelo és un cràter d'impacte en el planeta Mercuri de 229,71 km de diàmetre. Porta del pintor, escultor i arquitecte italià Michelangelo Buonarroti (1475-1564), i el seu nom va ser aprovat per la Unió Astronòmica Internacional el 1979.